# Die besten Stories von... (Jahrgangsreihe)
Die besten Stories von... (OT The Great Science Fiction Stories of... bzw. The Great SF Stories) ist eine in den USA von Isaac Asimov gemeinsam mit Martin H. Greenberg herausgegebene, historisch retrospektive Science-Fiction-Anthologienreihe für die jeweils besten SF-Stories eines Jahrgangs; sie ist nicht mit der ähnlichen, ebenfalls von Asimov initiierten SF-Reihe Die besten Stories von... (Autorenreihe) (OT The Best of...) zu verwechseln.
Im Original erschien die Reihe von 1979 bis 1992 in 24 Bänden im Verlag DAW Books (mit einem 2001 nachfolgenden, von Greenberg 2001 zusammen mit Robert Silverberg herausgegebenen 25. Band) und umfasste die Jahrgänge 1939–1963 (wobei der Nachfolgeband noch den Jahrgang 1964 ergänzte). Auf Deutsch erschienen die ersten fünf Bände der Reihe zunächst 1980–1982 im Moewig Verlag im Rahmen der Reihe Playboy Science Fiction, bevor die deutsche Übersetzung in weiteren Verlagen in veränderter Form fortgeführt wurde.

## Deutsche Einzelbände

### Moewig (Playboy SF; 1980–1982) und Heyne (1989)
Die Auflistung erfolgt anhand der originalen US-Reihenfolge; wie bei anderen ab 1980 von Moewig im Rahmen der Reihe Playboy SF herausgegebenen Übersetzungen von US-Reihen (wie auch bei der parallelen, von Asimov gestarteten Autorenreihe, s. o., und der deutschen Übersetzungen der Reihen Chrysalis und der Nebula-Preisträger) hielt sich Moewig bei der deutschen Veröffentlichung nicht exakt an die US-Reihenfolge.
| Band | Originaltitel                                                    | Deutscher Titel                                        |
| ---- | ---------------------------------------------------------------- | ------------------------------------------------------ |
| 1    | The Great Science Fiction Stories Volume 1, 1939, DAW Books 1979 | Die besten Stories von 1939, Moewig (Playboy SF), 1982 |
| 2    | The Great Science Fiction Stories Volume 2, 1940, DAW Books 1979 | Die besten Stories von 1940, Moewig (Playboy SF), 1980 |
| 3    | The Great Science Fiction Stories Volume 3, 1941, DAW Books 1980 | Die besten Stories von 1941, Moewig (Playboy SF), 1981 |
| 4    | The Great Science Fiction Stories Volume 4, 1942, DAW Books 1980 | Die besten Stories von 1942, Moewig (Playboy SF), 1981 |
| 5    | The Great Science Fiction Stories Volume 5, 1943, DAW Books 1981 | Die besten Stories von 1943, Moewig (Playboy SF), 1982 |
| 6    | The Great Science Fiction Stories Volume 6, 1944, DAW Books 1981 | Science Fiction aus den goldenen Jahren, Heyne 1989    |

### Edition SFim Hohenheim Verlag (1981–1984)
Nach dem im US-Original 1981 veröffentlichten, auf Deutsch bei Heyne erschienenen Jahrgangsband 1944, der im deutschen Titel bereits nicht mehr auf den originalen Anthologienzusammenhang verwies, existieren keine exakten deutschen Entsprechungen der einzelnen US-Bände mehr.
Laut Angaben über die einzelnen in der Reihe erschienenen Stories in der Internet Speculative Fiction Database (ISFDB) scheinen allerdings die in den USA ab 1982 weiterhin erschienenen Jahrgangsbände insofern einen großen Einfluss auf die ab 1981 offiziell von Hans Joachim Alpers und Werner Fuchs in der Edition SF des Hohenheim Verlags im Hardcover erschienene SF-Best-of-Anthologienreihe gehabt zu haben, dass die meisten der in der Hohenheim-Reihe veröffentlichten Stories auch in der US-Reihe erschienen. Die deutsche Hohenheim-Reihe stellt damit praktisch eine gekürzte Auswahl aus den US-Bänden dar.
Hohenheim veröffentlichte die Stories nicht nach je einem Jahrgang pro Band, sondern fasste eine Auswahl aus den US-Bänden zu je zwei Bänden pro Jahrzehnt zusammen. Die deutsche Reihe wies im letzten Band auch noch Stories aus dem Jahre 1965 auf, umfasste am Ende also einen Jahrgang mehr als die US-Reihe.
- Band 1: Die Fünfziger Jahre I (1981; auch 1984 als Taschenbuch bei Bastei Lübbe)
- Band 2: Die Fünfziger Jahre II (1982; auch 1985 als Taschenbuch bei Bastei Lübbe)
- Band 3: Die Vierziger Jahre I (1982)
- Band 4: Die Vierziger Jahre II (1983)
- Band 5: Die Sechziger Jahre I (1983)
- Band 6: Die Sechziger Jahre II (1984)